# 国家国防教育示范基地
国家国防教育示范基地，是中华人民共和国国家国防教育办公室从各省、自治区、直辖市所命名国防教育基地中评选的国家级国防教育示范基地。

## 名单
首批国家国防教育示范基地于2009年9月27日公布，共160处。
- 北京市
  - 中国人民革命军事博物馆[1]
  - 中国民兵武器装备陈列馆
  - 坦克博物馆
  - 中国航空博物馆
  - 中国少年军校总校
  - 中国人民抗日战争纪念馆
  - 北京平西抗日战争纪念馆
  - 北京焦庄户地道战遗址纪念馆
  - 北京市西城区中学生国防教育中心
- 天津市
  - 平津战役纪念馆[2]
  - 大沽口炮台遗址
  - 天津市烈士陵园
  - 东丽区高级中学军训基地
- 河北省
  - 西柏坡纪念馆[3]
  - 一二九师司令部旧址[4]
  - 董存瑞烈士陵园
  - 冉庄地道战遗址
  - 冶陶晋冀鲁豫中央局、军区旧址
  - 山海关长城国防教育基地
- 山西省
  - 平型关大捷纪念馆[5]
  - 阳泉市百团大战纪念馆（碑）
  - 八路军太行纪念馆[6]
  - 太原解放纪念馆
  - 徐向前故居
  - 刘胡兰纪念馆
- 内蒙古自治区
  - 世界反法西斯海拉尔纪念园[7]
  - 乌兰夫纪念馆
  - 成吉思汗陵
  - 北方兵器工业城
- 辽宁省
  - “九·一八”历史博物馆[8]
  - 辽沈战役纪念馆[9]
  - 抗美援朝纪念馆[10]
  - 雷锋纪念馆
  - 旅顺日俄监狱旧址博物馆
  - 东北抗联史实陈列馆
- 吉林省
  - 伪满皇宫博物院暨东北沦陷史陈列馆
  - 杨靖宇烈士陵园、殉国地
  - “四保临江”战役纪念馆
  - 四平战役纪念馆[11]
  - 延边州土字牌纪念馆
- 黑龙江省
  - 东北烈士纪念馆[12]
  - 瑷珲历史陈列馆
  - 西满烈士陵园
  - “四野”前线指挥部旧址纪念馆
  - 勃利“密塞”
  - 东北民主联军航空学校旧址纪念馆
- 上海市
  - 中国共产党第一次全国代表大会会址纪念馆[13]
  - 上海市龙华烈士陵园
  - 东方绿舟——上海市青少年校外活动营地
  - 淞沪抗战纪念馆[14]
  - 南京路上好八连事迹展览馆
- 江苏省
  - 侵华日军南京大屠杀遇难同胞纪念馆[15]
  - 雨花台烈士陵园
  - 淮海战役烈士纪念塔园林
  - 沙家浜革命历史纪念馆
  - 周恩来纪念馆
  - 新四军纪念馆
  - 抗日山烈士陵园
- 浙江省
  - 舟山市鸦片战争纪念馆[16]
  - 洞头先锋女子民兵纪念馆
  - 解放一江山岛烈士陵园
  - 东阳市横店太阳城红色旅游和国防教育园区（含红军长征博览城、中国革命战争博览城、国防科技教育园）
  - 新四军苏浙军区纪念馆
- 安徽省
  - 渡江战役总前委旧址[17]
  - 皖西烈士陵园[18]
  - 泾县云岭新四军军部旧址纪念馆
  - 淮海战役双堆集烈士陵园
  - 王稼祥纪念园
- 福建省
  - 古田会议纪念馆[19]
  - 林则徐纪念馆
  - 郑成功纪念馆
  - 福建省革命历史纪念馆
  - 福州马尾船政文化遗址群
  - 长汀红军长征出发地遗址群
- 江西省
  - 南昌八一起义纪念馆[20]
  - 瑞金中央革命根据地纪念地（含中华苏维埃共和国中央政府大礼堂旧址、中央革命军事委员会旧址、中国工农红军总政治部旧址、沙洲坝革命旧址群、叶坪革命旧址群）[21]
  - 井冈山革命纪念地（含井冈山会师纪念馆、井冈山革命烈士陵园、井冈山革命博物馆、三湾改编旧址）[22]
  - 江西省革命烈士纪念堂
  - 兴国革命历史纪念地（含毛泽东长冈乡调查陈列馆、土地革命干部训练班旧址、兴国革命纪念馆、兴国革命烈士陵园、将军园）
  - 秋收起义纪念地（含秋收起义暨安源路矿工人运动纪念馆、秋收起义铜鼓纪念馆、秋收起义修水纪念馆）
  - 上饶集中营名胜区
  - 方志敏革命纪念地（含方志敏纪念馆、中国工农红军第十军建军旧址）
- 山东省
  - 中国甲午战争博物馆[23]
  - 华东革命烈士陵园
  - 济南战役纪念馆
  - 莱芜战役纪念馆
  - 台儿庄战役纪念馆[24]
  - 戚继光故里
  - 鲁西南战役纪念馆
  - 中国人民解放军海军博物馆[25]
- 河南省
  - 郑州市烈士陵园
  - 彭雪枫纪念馆
  - 杨靖宇将军纪念馆
  - 鄂豫皖革命纪念馆[26]
  - 吉鸿昌纪念馆
  - 确山竹沟革命纪念馆
- 湖北省
  - 中山舰博物馆[27]
  - 黄麻起义和鄂豫皖苏区革命烈士陵园
  - 洪湖湘鄂西革命根据地旧址纪念馆
  - 襄阳市烈士陵园
  - 麻城烈士陵园
- 湖南省
  - 韶山毛泽东故居和纪念馆[28]
  - 刘少奇故居和纪念馆
  - 彭德怀故居和纪念馆
  - 贺龙故居和纪念馆
  - 罗荣桓故居和纪念馆
  - 芷江受降旧址暨中国人民抗日战争胜利受降纪念馆
  - 常德会战阵亡将士陵园暨侵华日军细菌战罪行展览馆
- 广东省
  - 黄埔军校旧址纪念馆[29]
  - 叶剑英纪念园
  - 鸦片战争博物馆
  - 叶挺独立团团部旧址纪念馆
  - 深圳市国防教育训练基地
- 广西壮族自治区
  - 百色起义纪念馆[30]
  - 八路军桂林办事处旧址
  - 昆仑关战役旧址
- 海南省
  - 红色娘子军纪念园[31]
  - 临高角解放公园
- 重庆市
  - 重庆红岩革命历史博物馆（含红岩革命纪念馆、歌乐山革命纪念馆）[32]
  - 刘伯承纪念馆
  - 聂荣臻陈列馆
  - 钓鱼城古战场遗址博物馆
- 四川省
  - 邓小平故里[33]
  - 朱德故居和纪念馆
  - 川陕革命根据地博物馆
  - 中国工农红军长征四渡赤水太平渡陈列馆
  - 红军长征纪念碑碑园
  - 赵一曼纪念馆
- 贵州省
  - 遵义会议纪念馆[34]
  - 四渡赤水纪念馆[35]
  - 息烽集中营革命历史纪念馆
  - 王若飞故居
  - 周逸群烈士故居
- 云南省
  - 玉溪聂耳纪念馆
  - 陆军讲武堂旧址
  - 麻栗坡烈士陵园（含老山作战纪念馆）[36]
  - 腾冲国殇墓园（含滇西抗战纪念馆）
  - 皎平渡口红军渡江纪念馆
  - 曲靖市国防教育基地
- 西藏自治区
  - 江孜宗山抗英遗址[37]
  - 西藏军区军史馆
  - 西藏博物馆
- 陕西省
  - 延安革命纪念馆[38]
  - “四·八”烈士陵园[39]
  - 陕甘边照金革命根据地纪念馆
  - 八路军西安办事处纪念馆
  - 扶眉战役烈士陵园
  - 渭华起义纪念馆
- 甘肃省
  - 红军会宁会师旧址 [40]
  - 八路军兰州办事处纪念馆
  - 南梁革命纪念馆
  - 酒泉市国防教育馆
- 青海省
  - 中国工农红军西路军纪念馆[41]
  - 青海原子城[42]
- 宁夏回族自治区
  - 六盘山红军长征纪念馆[43]
  - 盐池革命烈士纪念园
  - 彭阳县任山河烈士陵园
- 新疆维吾尔自治区
  - 伊犁将军府和伊犁边防史馆[44]
  - 库车县栏杆村国防教育基地
  - 乌鲁木齐市国防教育训练中心